# NFC East
Az NFC East az NFL amerikaifutball-bajnokság NFC konferenciájának keleti csoportja. Az AFL és az NFL közötti 1970-es egyesülés után hozták létre. A csoport 4 tagja:  Dallas Cowboys, New York Giants, Philadelphia Eagles, és a Washington Redskins. Eredetileg a St. Louis Cardinals is a csoporthoz tartozott, de a 2002-es átszervezéskor áthelyezték az NFC West-be.

## Csoportgyőztesek
| Szezon | Csapat                   | Eredmény | Rájátszásbeli eredmény                  |
| ------ | ------------------------ | -------- | --------------------------------------- |
| 1970   | Dallas Cowboys           | 10–4–0   | Kikapott a Super Bowl V-ön              |
| 1971   | Dallas Cowboys           | 11–3–0   | Megnyerte a Super Bowl VI-ot            |
| 1972   | Washington Redskins      | 11–3–0   | Kikapott a Super Bowl VII-en            |
| 1973   | Dallas Cowboys           | 10–4–0   | Kikapott az NFC konferenciadöntőn       |
| 1974   | St. Louis Cardinals      | 10–4–0   | Kikapott az NFC konferencia-elődöntőben |
| 1975   | St. Louis Cardinals      | 11–3–0   | Kikapott az NFC konferencia-elődöntőben |
| 1976   | Dallas Cowboys           | 11–3–0   | Kikapott az NFC konferencia-elődöntőben |
| 1977   | Dallas Cowboys           | 12–2–0   | Megnyerte a Super Bowl XII-őt           |
| 1978   | Dallas Cowboys           | 12–4–0   | Kikapott a Super Bowl XIII-on           |
| 1979   | Dallas Cowboys           | 11–5–0   | Kikapott az NFC konferencia-elődöntőben |
| 1980   | Philadelphia Eagles      | 12–4–0   | Kikapott a Super Bowl XV-ön             |
| 1981   | Dallas Cowboys           | 12–4–0   | Kikapott az NFC konferenciadöntőn       |
| 1982*  | Washington Redskins      | 8–1–0    | Megnyerte a Super Bowl XVII-et          |
| 1983   | Washington Redskins      | 14–2–0   | Kikapott a Super Bowl XVIII-on          |
| 1984   | Washington Redskins      | 11–5–0   | Kikapott az NFC konferencia-elődöntőben |
| 1985   | Dallas Cowboys           | 10–6–0   | Kikapott az NFC konferencia-elődöntőben |
| 1986   | New York Giants          | 14–2–0   | Megnyerte a Super Bowl XXI-et           |
| 1987   | Washington Redskins      | 11–4–0   | Megnyerte a Super Bowl XXII-őt          |
| 1988   | Philadelphia Eagles      | 10–6–0   | Kikapott az NFC konferencia-elődöntőben |
| 1989   | New York Giants          | 12–4–0   | Kikapott az NFC konferencia-elődöntőben |
| 1990   | New York Giants          | 13–3–0   | Megnyerte a Super Bowl XXV-öt           |
| 1991   | Washington Redskins      | 14–2–0   | Megnyerte a Super Bowl XXVI-ot          |
| 1992   | Dallas Cowboys           | 13–3–0   | Megnyerte a Super Bowl XXVII-et         |
| 1993   | Dallas Cowboys           | 12–4–0   | Megnyerte a Super Bowl XXVIII-at        |
| 1994   | Dallas Cowboys           | 12–4–0   | Kikapott az NFC konferenciadöntőn       |
| 1995   | Dallas Cowboys           | 12–4–0   | Megnyerte a Super Bowl XXX-at           |
| 1996   | Dallas Cowboys           | 10–6–0   | Kikapott az NFC konferencia-elődöntőben |
| 1997   | New York Giants          | 10–5–1   | Kikapott az NFC Wild Card-fordulóban    |
| 1998   | Dallas Cowboys           | 10–6–0   | Kikapott az NFC Wild Card-fordulóban    |
| 1999   | Washington Redskins      | 10–6–0   | Kikapott az NFC konferencia-elődöntőben |
| 2000   | New York Giants          | 12–4–0   | Kikapott a Super Bowl XXXV-ön           |
| 2001   | Philadelphia Eagles      | 11–5–0   | Kikapott az NFC konferenciadöntőn       |
| 2002   | Philadelphia Eagles      | 12–4–0   | Kikapott az NFC konferenciadöntőn       |
| 2003   | Philadelphia Eagles      | 12–4–0   | Kikapott az NFC konferenciadöntőn       |
| 2004   | Philadelphia Eagles      | 13–3–0   | Kikapott a Super Bowl XXXIX-en          |
| 2005   | New York Giants          | 11–5–0   | Kikapott az NFC konferencia-elődöntőben |
| 2006   | Philadelphia Eagles      | 10–6–0   | Kikapott az NFC konferencia-elődöntőben |
| 2007   | Dallas Cowboys           | 13–3–0   | Kikapott az NFC konferencia-elődöntőben |
| 2008   | New York Giants          | 12–4–0   | Kikapott az NFC konferencia-elődöntőben |
| 2009   | Dallas Cowboys           | 11–5–0   | Kikapott az NFC konferencia-elődöntőben |
| 2010   | Philadelphia Eagles      | 10–6–0   | Kikapott az NFC Wild Card-fordulóban    |
| 2011   | New York Giants          | 9–7–0    | Megnyerte a Super Bowl XLVI-ot          |
| 2012   | Washington Redskins      | 10–6–0   | Kikapott az NFC Wild Card-fordulóban    |
| 2013   | Philadelphia Eagles      | 10–6–0   | Kikapott az NFC Wild Card-fordulóban    |
| 2014   | Dallas Cowboys           | 12–4–0   | Kikapott az NFC konferencia-elődöntőben |
| 2015   | Washington Redskins      | 9–7–0    | Kikapott az NFC Wild Card-fordulóban    |
| 2016   | Dallas Cowboys           | 13–3–0   | Kikapott az NFC konferencia-elődöntőben |
| 2017   | Philadelphia Eagles      | 13–3–0   | Megnyerte a Super Bowl LII-t            |
| 2018   | Dallas Cowboys           | 10–6–0   | Kikapott az NFC konferencia-elődöntőben |
| 2019   | Philadelphia Eagles      | 9–7–0    | Kikapott az NFC Wild Card-fordulóban    |
| 2020   | Washington Football Team | 7–9–0    | Kikapott az NFC Wild Card-fordulóban    |
| 2021   | Dallas Cowboys           | 12–5–0   | Kikapott az NFC Wild Card-fordulóban    |
| 2022   | Philadelphia Eagles      | 14–3–0   | Kikapott a Super Bowl LVII-en           |
| 2023   | Dallas Cowboys           | 12–5–0   | Kikapott az NFC Wild Card-fordulóban    |
| 2024   | Philadelphia Eagles      | 14–3–0   | Megnyerte a Super Bowl LIX-et           |

* – 1982-ben játékossztrájk miatt az alapszakaszból csupán 9 fordulót játszottak le, ezért ebben az évben egy 16 csapatos különleges rájátszást szerveztek, és a csoportbeli eredményeket nem vették figyelembe.